# Albert Dupontel
Albert Dupontel, född 11 januari 1964 i Saint-Germain-en-Laye, är en fransk skådespelare och filmregissör.

## Liv och gärning
Albert Dupontel föddes i Saint-Germain-en-Laye som Philippe Guillaume. Han började som stå upp-komiker i slutet av 1980-talet och fick mindre roller i filmer av Paul Vecchiali och Jacques Rivette. Hans genombrott i Frankrike kom 1991 med enmansföreställningen Sale spectacle på L'Olympia i Paris. Han debuterade som filmregissör 1996 med Bernie, som nominerades till Césarpriset för bästa debutfilm. Samma år nominerades Dupontel även för bästa biroll för Jacques Audiards Den diskrete hjälten. Michel Devilles La maladie de Sachs från 1999 gav honom en nominering för bästa manliga huvudroll. Dupontel har utmärkt sig med sin förmåga att spela i väsensskilda filmer, såväl i Gaspar Noés chockeffektsbaserade Irréversible som i breda komedier och prestigefyllda dramasatsningar. För sin femte långfilm som regissör, Kärlek och brott från 2013, fick han Césarpriset för bästa manus och nominerades för bästa regi och manliga huvudroll.

## Filmer i urval
Roller
- Once more (1988)
- La Bande des quatre (1989)
- Désiré (1992) – kortfilm
- Bernie (1996)
- Den diskrete hjälten (1996)
- Serial lover (1998)
- Le Créateur (1999)
- La Maladie de Sachs (1999)
- Irréversible (2002)
- Le Convoyeur (2004)
- En långvarig förlovning (2004)
- Avida (2006)
- Enfermés dehors (2006)
- Odette Toulemonde (2006)
- Parkettplats (2006)
- I fiendens närhet (2007)
- Jacquou le croquant (2007)
- Paris (2008)
- Louise-Michel (2008)
- Ödesdigra dagar (2008)
- Le Vilain (2009)
- Le bruit des glaçons (2010)
- La Proie (2011)
- Le Grand soir (2012)
- Kärlek och brott (2013)
- Au revoir là-haut (2017)

Manus och regi
- Désiré (1992) – kortfilm
- Bernie (1996)
- Le Créateur (1999)
- Enfermés dehors (2006)
- Le Vilain (2009)
- Kärlek och brott (2013)
- Au revoir là-haut (2017)